# Sondernahrungsmittel für Ernährungshilfe
Sondernahrungsmittel oder Sondernahrung für Ernährungshilfe (Specialized nutritious foods for food assistance) bezeichnet Nahrungsmittelprodukte, die durch einen hohen Nährwert, ein vergleichsweise kleines Volumen und eine lange Haltbarkeitsdauer gekennzeichnet sind. Sie werden aus diesen Gründen von Hilfsorganisationen bei der Nahrungsmittelhilfe im Rahmen von Hungersnöten und der akuten Versorgung im Rahmen von Seuchen oder Naturkatastrophen eingesetzt.

## Darreichungsformen von Sondernahrungsmitteln
Sondernahrungsmittel, welche im Rahmen von Notfällen und Hungersnöten zum Einsatz kommen, können unterteilt werden in direkt verzehrsfähige Nahrungsmittel, zur Verarbeitung vorgesehene Nahrungsmittel, und therapeutische Nahrung. 
Zu den direkt verzehrsfähigen Nahrungsmittel zählen pastöse Fertignahrung ("Ready-to-Use Foods"), Tagesrationen für humanitäre Hilfe ("Humanitarian daily rations, HDRs), Notfallkekse (High Energy Biscuits) und komprimierte Nahrungsmittel-Riegel ("Compressed Food Bars"). Die zur Verarbeitung vorgesehenen Nahrungsmittel sind meist in großen Portionen in Säcken portioniert und können kochfertige, vitaminangereicherte pulverförmige Mischnahrung ("Fortified Blended Foods") oder Vitamin-/Mineralstoffergänzungen (“Micronutrient Powder”, “Sprinkles”) sein. Die Kategorie der therapeutischen Nahrung (therapeutic foods) umfasst verschiedene Darreichungsformen (pastöse Fertignahrung, komprimierte Riegel, oder Pulver zur Verarbeitung) und wird insbesondere für die Behandlung schwerer Formen von Unterernährung oder Fehlernährung bei kleinen Kindern verwendet.

## Einzelprodukte

### Verbrauchsfertige pastöse Fertignahrung
Unter verbrauchsfertiger pastöser Fertignahrung werden überwiegend Nahrungsmittel zusammengefasst, welche ohne Zubereitung direkt als Einzelportionen aus Kunststoffbeuteln verzehrt werden können.  Sie werden u. a. im Rahmen von Hungersnöten eingesetzt, insbesondere zur Behandlung von moderater Unterernährung bei 6 Monate bis 5 Jahre alten Kindern. Die Produkte enthält meist Pflanzenfette, Magermilchpulver, Dextrin, Zucker, Molke und Vitamine, welche zu einer Paste verarbeitet und in laminierten Kunststoffbeuteln verpackt sind. 
Die meisten im Rahmen von Ernährungshilfe verwendeten Produkte verbrauchsfertiger pastöser Fertignahrung sind als therapeutische Fertignahrung vorgesehen. Ein Beispiel ist Plumpy’nut (Hersteller Nutriset), welches aus Erdnussbutterpaste, Zucker, Pflanzenölen, Magermilchpulver, Vitaminen und Mineralien in Einzelportionen hergestellt wird und dem vor dem Verzehr kein Wasser zugesetzt werden muss. Ähnliche Produkte vom gleichen Hersteller sind Plumpy'doz (Wochenration, mit Milchpulver hergestellt, 5340 kcal/kg, 12,7 % Protein, 34,5 % Fett, Kosten (2017): 0,20 USD/Portion) und Plumpy’sup ("Supplementary Plumpy", Tagesrationen, ohne tierische Produkte und mit Kakaogeschmack, 5450 kcal/kg, 13,6 % Protein, 35,7 % Fett, Kosten (2017) 0,33 USD/Portion). Weitere Produkte anderer Hersteller sind z. B. "eeZeePaste RUTF" (Erdnussbutter-basiert) und "BP-100 Paste RUTF" (weizenbasiert) der Firma GC Rieber.

### Notfallkekse bzw. Highenergy-Biskuits
Notfallkekse bzw. "Highenergy-Biskuits" sind meist sauerstoffdicht verpackte, langfristig haltbare Dauerbackwaren, welche in Notfallsituationen verteilt werden, solange es noch keine Kochgelegenheiten gibt. Die vom Welternährungsprogramm der Vereinten Nationen eingesetzten Notfallkekse werden aus Weizenmehl, rund 15 % gehärteten Pflanzenfetten, Zucker, Sojamehl, Invertzucker, Maissirup, Milchpulver und Backtriebmitteln hergestellt. Sie enthalten 10–15 % Protein, sind mit Vitaminen und Mineralstoffen angereichert und stellen etwa 450 kcal Energiegehalt pro 100 g zur Verfügung. Ein vergleichbares Produkt sind die ebenfalls fetthaltigen Hartkekse der deutschen Bundeswehr mit ähnlichem Energiegehalt. Moderne Produkte sind nicht identisch mit den vor dem 20. Jahrhundert bei Militär, Schifffahrt und Expeditionen in großem Umfang verwendeten historischen Hartkeksen (auch „Hartbrot“, „Schiffzwieback“, engl. „hardtack“). Diese enthielten aus Gründen der besseren Haltbarkeit weder Zucker noch Fett und waren nur schwer zu verzehren.

### Komprimierte Nahrungsmittel-Riegel
Komprimierte Nahrungsmittel-Riegel (auch Komprimatriegel, Komprimatverpflegung) sind keine Backwaren, sondern durch Pressung aus Nahrungsmittelmischungen hergestellte Produkte mit fester, aber leicht bröckelnder Konsistenz. Sie werden als Riegel einzeln verpackt und können ohne Zubereitung direkt in fester Form oder alternativ heiß oder kalt mit Wasser oder Milch zu einem Brei verarbeitet verzehrt werden. Der Geschmack ist leicht süß. Sie sollten nicht bei Kindern unter 6 Monaten und nicht in den ersten 2 Wochen nach einer schweren Unterernährung verwendet werden. Die Haltbarkeitsdauer im vakuumverpackten Zustand wird mit mindestens fünf Jahren angegeben, beträgt in Abhängigkeit von den Lagerbedingungen in der Praxis jedoch meist mehr als zehn Jahre. Beispiele sind BP-5, BP-WR (Hersteller beider Produkte: GC Rieber Compact AS in Norwegen) und NRG-5 (hergestellt von MSI GmbH aus Friedrichsdorf in Hessen). 
Komprimierte Nahrungsmittel-Riegel sind auch als therapeutische Nahrungsmittel verfügbar; ein Beispiel ist "BP-100 RUTF".

### Pulverförmige Mischnahrung
Beispiele für therapeutische pulverförmige Mischnahrung sind F-100 und F-75 (auch als Formula 100, Formula 75 bezeichnet). Die Pulver müssen vor dem Verzehr mit keimfreiem Wasser angerührt werden.